# Антрацит (футбольный клуб)
«Антрацит» (укр. Антрацит) — украинский футбольный клуб из города Кировское Донецкой области. Проводил домашние матчи на стадионе «Юбилейный».

## История
Футбольный клуб при угледобывающем объединении «Октябрьуголь» впервые принял участие в чемпионате Донецкой области в 1988 году. Команда была создана при содействии генерального директора треста Виктора Хамуляка и председателя местной профсоюзной ячейки Владимира Москаленко. В дебютном сезоне «Антрацит» стал победителем второй группы областного первенства, а в следующем — завоевал серебряные медали чемпионата Донетчины. В 1990 году коллектив впервые принял участие в чемпионате УССР среди КФК, став в своей группе шестым, а уже в 1991 году команда стала победителем своей группы, что позволило ей в первом чемпионате независимой Украины стартовать с переходной лиги. Дебютную игру на профессиональном уровне клуб провёл 4 апреля 1992 года, на домашнем стадионе победив макеевский «Бажановец» со счётом 2:1, первый гол команды в чемпионатах Украины забил Олег Голубев. Сезон 1992 года «Антрацит» завершил на 8-й позиции в турнирной таблице, что не позволило ему следующий чемпионат начать во второй лиге. Перед началом очередного сезона команда переехала в соседний поселок Горное и сменила название на «Горняк», однако уже после первого круга коллектив вернулся в Кировское и вернул себе оригинальное имя. В своём втором сезоне в переходной лиге клуб стал третьим в своей группе, но по окончании чемпионата команда снялась с турнира и вскоре была расформирована. В 2008 году клуб возобновил выступления в первенстве Донецкой области, где играл вплоть до начала вооруженного конфликта на Донбассе. После 2015 года команда с аналогичным названием выступала в различных соревнованиях в системе футбольных лиг ДНР.

## Стадион
Основным домашним стадионом команды был «Юбилейный» в Кировском. В 1992 году, после переезда в Горное, клуб проводил домашние матчи на местном «Горняке», а также один матч отыграл на стадионе ЗЭМС в Зугрэсе

## Достижения
- Чемпионат Донецкой области
  - Серебряный призёр: 1990

## Выступления в чемпионатах Украины
| Сезон   | Дивизион                | Место в чемпионате | И  | В  | Н | П  | ГЗ | ГП | О  |
| ------- | ----------------------- | ------------------ | -- | -- | - | -- | -- | -- | -- |
| 1992    | Переходная лига Украины | 8 из 9             | 16 | 2  | 3 | 11 | 15 | 32 | 7  |
| 1992/93 | Переходная лига Украины | 3 из 18            | 34 | 22 | 5 | 7  | 46 | 32 | 49 |

## Главные тренеры
- Юрий Клюков (1992)
- Анатолий Молотай (1992)
- Алексей Варнавский (1993)